# Association des producteurs d'œuvres multimédia
Pour les articles homonymes, voir APOM.
L’Association des producteurs d'œuvres multimédia (APOM) est une association française qui a pour but de promouvoir le développement de la création de jeux vidéo en France qui est devenu le Syndicat national du jeu vidéo (SNJV).
Ce syndicat a été créé en septembre 2001 ou 2002, lors d'une réunion rassemblant les principaux créateurs français chez Kalisto Paris, par Nicolas Gaume, Stéphane Baudet, Antoine Villette, Romain Poirot-Lellig et Alain Le Diberder et officialisé en février 2002.

## Action
Elle est à l'origine de, et accompagne, la politique française de soutien à la création de jeux vidéo, notamment au travers de « 10 propositions au gouvernement français », remises en 2002 au Premier ministre.
En janvier 2005, l'APOM crée avec quatre autres pays la European Game Developers Federation, première fédération européenne des studios de création[réf. nécessaire].

## Crédit d'impôt jeu vidéo
Dans un premier temps, en décembre 2006, le Sénat a rejeté le projet de création du Crédit d’impôt jeu vidéo, à 184 voix contre 122,.
En mars 2008, le Crédit d'impôt jeu vidéo, est validé par la commission européenne au titre des exemptions communautaires culturelles et promulgué en France le 29 mai 2008. Depuis cette date, les producteurs français de jeux vidéo répondant aux critères fixés par la Loi peuvent bénéficier d'un crédit d'impôt correspondant à 20 % des dépenses de production engagées dans le cadre de la création d'un jeu vidéo[réf. nécessaire].
Ce crédit d'impôt complète le dispositif du Fonds d'aide au jeu vidéo créé en 2008.

## Transformation de l’APOM en SNJV
Pour répondre aux nouveaux enjeux de la filière française de la création de jeux vidéo, l'APOM évolue en juillet 2008 en Syndicat professionnel et se dote de nouvelles prérogatives en matière de représentation et de défense des intérêts des entreprises du secteur du jeu vidéo. C'est la création du Syndicat national du jeu vidéo (SNJV).

## Dirigeants
Dirigeants de septembre 2001 à mai 2005
- Antoine Villette, président
- Romain Poirot-Lellig, délégué général

Président de 2005 à mai 2009
- Guillaume de Fondaumière, président

Depuis 2008
- Julien Villedieu, délégué général

À partir du 15 mai 2009, dans la SNJV, Nicolas Gaume, directeur général chez Mimesis Republic, est le président du SNJV en remplacement de Guillaume de Fondaumière, élu pour sa part à la présidence de l'European Game Developper Federation (EGDF).